# Falkon z Maastricht
Falkon z Maastricht zwany również Falkon z Tongeren (zm. ok. 512 r.) – biskupTongeren (obecnie diecezja Liège w Belgii po przeniesieniu biskupstwa z Maastricht) prawdopodobnie od ok. 495 r. do śmierci,  święty Kościoła katolickiego.
Wzmianki na jego temat są dość enigmatyczne: jest wspomniany jako biskup na Soborze Auvergneńskim, który był zwołany przez Sulpitiusa I z Bourges oraz na Soborze Orleańskim V, zwołanym przez Sacerdosa z Lyonu. Ostatnią wzmianką jest pismo przesłane mu przez św. Remigiusza.
Jego wspomnienie liturgiczne obchodzone jest 20 lutego.